# Norwegisch-Schottischer Krieg (1230–1231)

Das Königreich der Inseln gegen Ende des 11. Jahrhunderts

Der Norwegisch-Schottische Krieg von 1230 bis 1231 war eine kriegerische Auseinandersetzung zwischen Norwegen und Schottland um den Besitz der Isle of Man.

## Hintergrund
Die Isle of Man und die meisten westschottischen Inseln wurden im 9. Jahrhundert von den Wikingern erobert und standen seit dem 10. Jahrhundert unter norwegischer Oberhoheit. Im Jahr 1098 erkannte der schottische König Edgar die norwegische Hoheit an. In den 1220er Jahren war es um die Herrschaft auf Man zu einem Machtkampf zwischen den Brüdern Ragnvald von Man und Olaf gekommen. Olaf wurde dabei von seinem Schwiegervater, dem schottischen Magnaten Ferchar von Ross, unterstützt, während Ragnvald sich die Unterstützung des schottischen Magnaten Alan, Lord of Galloway sicherte. Eine von Ragnvalds Töchtern heiratete Thomas of Galloway, einen unehelichen Sohn von Alan. Nachdem Ragnvald 1229 im Kampf gegen Olaf gefallen war, beanspruchte Alan of Galloway die Isle of Man für seinen Sohn Thomas.

## Norwegischer Feldzug nach Westschottland
Angesichts der militärischen Stärke von Galloway befürchtete Olaf einen Angriff auf Man und reiste deshalb Anfang 1230 zu seinem norwegischen Oberherrn König Håkon IV. Dieser hatte bereits wegen der andauernden Machtkämpfe um Man und die westschottischen Inseln und zur Abwehr der Angriffe von Alan of Galloway eine kleinere Flotte für einen Feldzug nach Westschottland aufgeboten. Er übertrug Olaf sowie Uspak, einem Adligen von den westschottischen Inseln, die Führung des Feldzugs, wobei er wahrscheinlich Uspak zum neuen König der Inseln ernannte. Im Frühjahr 1230 führten Uspak und Olaf die aus zwölf Langschiffen bestehende Flotte, der sich auch Olafs Neffe und früherer Rivale Godred Don sowie Pål Balkisson, ein Adliger von der Insel Skye angeschlossen hatten, zunächst zu den Orkney-Inseln, die ebenfalls unter norwegischer Oberhoheit standen. Dort schlossen sich ihnen 20 Langschiffe von Jarl John an, der allerdings selbst nicht an dem weiteren Feldzug teilnahm. Pål Balkisson griff nun mit einem Teil der Flotte seine Rivalen auf der Insel Skye an. Dann führte Uspak die Flotte nach Süden bis zur Halbinsel Kintyre. Dugald Screech, ein rebellischer Lord of Lorn, wurde gefangen genommen, dazu plünderten die Norweger oder erhoben Tribute. Donald, der Lord of Kintyre, schloss sich der Flotte nicht an, obwohl er dem norwegischen König untertan war. Daraufhin plünderten die Norweger auch Kintyre. Im Mai 1230 segelte die norwegische Flotte in den Firth of Clyde. Die Norweger plünderten Bute und stürmten Rothesay Castle. Diese Burg war in den 1220er Jahren von Walter Fitzalan erbaut worden, der als Vertreter des schottischen Königs am Firth of Clyde diente und der Herr von Arran und Bute war. Bei der Erstürmung der Burg wurde der Burgkommandant, möglicherweise ein Verwandter von Fitzalan, getötet, doch auch Uspak wurde tödlich verwundet. Der schottische König Alexander II. war zunächst in Nordschottland gewesen, wo er die Rebellion von Gillescop Macwilliam niedergeschlagen hatte. Er überließ die endgültige Niederschlagung der Rebellion seinen Vertretern und zog mit seinem Heer nach Ayr, um Walter Fitzalan zu unterstützen. Die Norweger hatten aber vor allem Alan of Galloway als ihren Hauptgegner ausgemacht. Dieser hatte angesichts der norwegischen Bedrohung seine 150 Langschiffe umfassende Flotte aufgeboten. Nach dem Tod von Uspak hatte Olaf die Führung der norwegischen Flotte übernommen. Aufgrund der Überlegenheit der Flotte von Galloway wich er einer Schlacht aus und zog sich nach Man zurück.

## Ende des Feldzugs
Mit Hilfe der Flotte konnte Olaf die unangefochtene Herrschaft auf Man erlangen, was schließlich auch Alan of Galloway anerkannte. Olaf musste aber seinem Neffen Godred Don die Herrschaft auf der nordwestschottischen Insel Lewis überlassen. Damit standen die westschottischen Inseln wieder unter der Kontrolle von Adligen, die dem norwegischen König Treue geschworen hatten. Alan of Galloway und Ferchar Mactaggert, die Vasallen des schottischen Königs, konnten ihren Einfluss in Westschottland nicht erweitern. Während des Weihnachtshofes von König Alexander II. in Elgin konnte Ferchar Mactaggert und Walter Fitzalan den König und Alan of Galloway überzeugen, einen Frieden zu vereinbaren. Im Frühjahr 1231 kam es deshalb nicht zu einer Neuaufnahme der Kämpfe. Da sich sowohl die Norweger wie auch die Schotten zurückgezogen hatten, war ein größerer Krieg um die westschottischen Inseln knapp vermieden worden. Die norwegische Flotte segelte von Man aus nach Norden, überfiel erneut Kintyre und setzte dann Godred Don als Herrscher auf Lewis ein. Dann kehrte sie nach Norwegen zurück.

## Folgen
Anstelle des getöteten Uspak erklärte der norwegische König dessen Bruder Duncan Macdougall zum König der Inseln. Duncan konnte in den nächsten Jahren erheblichen Einfluss auf den westschottischen Inseln gewinnen. Godred Don wurde bereits nach kurzer Zeit ermordet, so dass Lewis wieder an Olaf fiel. Alan of Galloway, dessen Intervention auf Man einer der Hauptgründe für den Konflikt mit dem norwegischen König gewesen war, fiel beim schottischen König in Ungnade.